# حکیم حسین بن ابراهیم تنکابنی
حسین بن ابراهیم تنکابنی حکیم اشراقی سده یازدهم هجری خورشیدی بود.

## ولادت
حکیم حسین تنکابنی فرزند ابراهیم تنکابنی در قرن یازدهم در تنکابن دیده به جهان گشود.

## اساتید برجسته
وی از شاگردان برجسته ملاصدرا و فیاض لاهیجی بود.

## آثار
وی پس از فراگیری علوم عقلی به تدریس و ترویج آرا و افکار ملاصدرا پرداخت.
از دیدگاه آشتیانی آثار تنکابنی تلخیص یا شرح آرای ملاصدرا می‌باشد. تمام کتب تنکابنی، جز شرح گلشن راز به زبان عربی نگاشته شده است. از آثار چاپ شده او عبارتند از:
- اثبات حدود العالم:

نسخه‌های خطی این کتاب در کتابخانه‌های مجلس شورای اسلامی، مرکزی دانشگاه تهران و کتابخانه آیت‌الله مرعشی موجود است و همراه با مشاعر ملاصدرا چاپ شده است.،
- حاشیه بر اثبات الواجب (جدید) جلال الدین دوانی

نسخه‌ای خطی از این کتاب در کتابخانه کتب خطی آیت‌الله مرعشی موجود است.
- رساله فی وحدة الوجود مع کثرة تجلیاته

تنکابنی در این رساله از مسلک ملاصدرا پیروی کرده و کوشیده است که میان آرای صوفیه و حکیمان اشراقی و مشائی جمع و تقریب به وجود آورد.
افندی اصفهانی این رساله را با عنوان رسالة فی تحقیق وحدة الوجود و تجلیاته و تنزلاته ذکر کرده و سیدجلال الدین آشتیانی آن را در منتخباتی از آثار حکمای الهی ایراننتخباتی از آثار حکمای الهی ایران، از عصر میرداماد و میرفندرسکی تا زمان حاضر، ج۲، ص۴۰۴ـ۴۰۹ به چاپ رسانده است.
از دیگ آثار او عبارتند از:
فی صنوف الناس (این رساله در کتاب آثار حکمای الهی ایران به چاپ رسیده است.، شرح گلشن راز، رساله فی شبهه الاستلزام و جوابها، تعلیقاتی بر کتاب شفای ابن سینا.

## وفات
تنکابنی به نقلی در سال ۱۱۰۱ و به نقلی در سال ۱۱۰۵ به حج رفت، در مکه در حین طواف کعبه به دلیل مناظره‌ای که درباره خلافت امام علی در مکه داشت، به اتهام اهانت به خانه خدا دستگیر شد. به حکم قاضی، به تعزیر و اخراج از مکه محگوم شد.
وی بر اثر جراحات حاصله از تعزیر در بین راه مکه و مدینه در گذشت، از این رو برخی وی را شهید دانسته‌اند.
محل دفن وی در کنار قبر ابوذر غفاری در ربذه (در نزدیکی رابغ) است.